# Phlogiellus ornatus
Phlogiellus ornatus là một loài nhện trong họ Theraphosidae.
Loài này thuộc chi Phlogiellus. Phlogiellus ornatus được Tord Tamerlan Teodor Thorell miêu tả năm 1897.